# 武井宏之
武井宏之（1972年5月15日—）是日本漫畫家，青森縣東津輕郡蓬田村出身，青森縣立青森南高等學校畢業，血型A型。

## 簡介
武井宏之曾任漫畫家和月伸宏、桐山光侍和櫻玉吉的助手，1994年以短篇漫畫《市子的安娜》獲得第48回手塚獎佳作，最初的連載作品是《來自天外》。武井是手塚治虫的超級粉絲，初期畫風深受手塚影響。1998年—2004年在《週刊少年Jump》連載的《通靈童子》使武井贏得了很高的人氣，武井因此成了一名長期連載漫畫家。
漫畫家武井宏文是武井宏之胞弟，在《最強Jump》連載《喬巴超人》。

## 作品一覽
| 標題                  | 形式 | 出版社         | 刊載雜誌                        | 連載開始       | 連載結束       | 備註                 |
| --------------------- | ---- | -------------- | ------------------------------- | -------------- | -------------- | -------------------- |
| 市子的安娜            | 單篇 | 集英社         | －                              | －             | －             | 第48回下期手塚獎佳作 |
| 死神之零              | 單篇 | 集英社         | 《週刊少年Jump Winter Special》 | 1996年1月9日號 | 1996年1月9日號 |                      |
| 來自天外              | 單篇 | 集英社         | 《週刊少年Jump Summer Special》 | 1996年8月4日號 | 1996年8月4日號 |                      |
| 來自天外              | 連載 | 集英社         | 《週刊少年Jump》                | 1997年12號     | 1997年30號     |                      |
| 通靈王                | 連載 | 集英社         | 《週刊少年Jump》                | 1998年31號     | 2004年40號     |                      |
| エキゾチカ            | 單篇 | 集英社         | 《週刊少年Jump》                | 2003年40號     | 2003年40號     |                      |
| スマッシュボマー      | 連載 | 集英社         | 《V Jump》                      | 2006年8月號    | 2006年10月號   | 監修                 |
| 重機人間JUMBOR        | 連載 | 集英社         | 《週刊少年Jump》                | 2007年3號      | 2007年14號     | 作畫                 |
| 機巧童子ULTIMO:0      | 單篇 | 集英社         | 《Jump SQ.II》                  | 2008年6月號    | 2008年6月號    |                      |
| 機巧童子ULTIMO        | 連載 | 集英社         | 《Jump Square》                 | 2009年3月號    | 2012年2月號    |                      |
| 機巧童子ULTIMO        | 連載 | 集英社         | 《Jump SQ.19》                  | 2012年3月號    | 2015年3月號    |                      |
| 機巧童子ULTIMO        | 連載 | 集英社         | 《Jump SQ.CROWN》               | 2015年AUTUMN   | 2015年AUTUMN   |                      |
| 新重機人間JUMBOR      | 連載 | 集英社         | 《Ultra Jump》                  | 2010年8月號    | 連載中         |                      |
| 紙箱戰機 海道金外傳   | 單篇 | 小學館         | 《CoroCoro G》                  | 2011年夏號     | 2011年夏號     |                      |
| 紙箱戰機 BOOST外傳    | 單篇 | 小學館         | 《CoroCoro G》                  | 2011年冬號     | 2011年冬號     |                      |
| 通靈王0-zero-         | 連載 | 集英社         | 《Jump改》                      | 2011年12月號   | 2014年11月號   |                      |
| 通靈王FLOWERS         | 連載 | 集英社         | 《Jump改》                      | 2012年5月號    | 2014年11月號   |                      |
| ヤハべえ              | 單篇 | 集英社         | 《Jump Square》                 | 2012年9月號    | 2012年9月號    |                      |
| 拝啓 徳田ザウルス先生 | 單篇 | 小學館         | 《CoroCoro Aniki》              | 2014年1號      | 2014年1號      |                      |
| 超 衝鋒四驅郎！       | 連載 | 小學館         | 《CoroCoro Aniki》              | 2015年2號      | 連載中         | 作畫                 |
| 猫原                  | 連載 | 講談社         | 《少年Magazine Edge》           | 2015年10月號   | 2018年5月號    |                      |
| 木魚之旅              | 連載 | 東日本旅客鐵道 | 《綠之列車》                    | 2017年8月號    | 2017年8月號    |                      |
| 通靈王THE SUPER STAR  | 連載 | 講談社         | 《少年Magazine Edge》           | 2018年6月號    | 連載中         |                      |

## 助手
- キユ
- 田邊洋一郎
- 竹山祐右
- 河野慶

## 外部連結
- （日語）
- takepro (take_pro) on Twitter （页面存档备份，存于） - 武井宏之のスタジオスタッフによる作者半公認Twitter
- 青森県むつ警察署 （页面存档备份，存于） - 武井宏之がHPマスコットキャラクター「アンナちゃん」を作成した